# 러스트 벨트

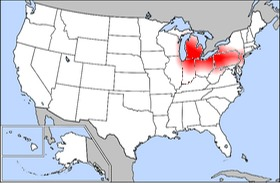
러스트 벨트

러스트 벨트(Rust Belt)는 미국의 중서부 지역과 북동부 지역의 일부 영역을 표현하는 호칭이다. 자동차 산업의 중심지인 디트로이트를 비롯해 미국 철강 산업의 메카인 피츠버그, 그 외 필라델피아, 볼티모어, 멤피스 등이 이에 속한다. 대체로 미시간, 인디애나, 오하이오, 펜실베이니아가 이곳에 속한다.
이 지역은 미국 경제의 중공업과 제조업의 중요한 부분을 형성하고 있다. 이 곳은 1870년대 미국 제조업의 호황을 구가했던 중심지였으나 제조업의 사양 등으로 인해 불황을 맞은 지역이다. 이 지역의 많은 도시에서 생산이 진행되자, 역으로 심한 불경기가 오게 되었다. 특히 자동차 산업의 회복이 급선무가 되고 있다. 2016년 미국 대통령 선거에서 도널드 트럼프의 승리를 결정지은 지역이다.

## 같이 보기
- 디트로이트의 몰락
- 네덜란드병
- 미국의 경제
- 아웃소싱